# National Auto Sport Association
De National Auto Sport Association (NASA) is een Amerikaanse raceorganisatie. Het is opgericht in 1991. NASA organiseert races op amateur en op professioneel niveau. De NASA heeft de Verenigde Staten verdeeld in 13 regio's: Arizona, California North, California South, Florida, Mid-Atlantic, Midwest, Northeast, Northern Nevada, Southern Nevada, Ohio-Indiana, Rocky Mountain, Southeast en Texas. In september 2006 hield de NASA voor het eerst een nationaal kampioenschap, dit is vergelijkbaar met de SCCA RunOff.

## Raceklasses
- 944 Spec
- American Iron Racing
- Camaro Mustang Challenge
- Factory Five Challenge
- Formula TR
- German Touring Sportscar Challenge
- Honda Challenge
- Performance Touring
- Porsche Racing Challenge
- Spec E30
- Spec Focus
- Spec Focus Rally
- Spec Miata Challenge
- Spec Mini
- Spec Neon
- Super Unlimited
- Time-Trial
- United States Touring Car Championship